# 映天
株式会社映天（えいてん）は、日本のDVD委託販売専門会社である。
社名は、全てのジャンルの販売DVDを取り扱う「映像天国」になるという考えと、人間の脳内で著しくドーパミンを分泌し、快感を生じさせるA10神経（エーテンしんけい）とをかけている。

## 概要
- 2005年に代々木にて創業。
- 2006年には本社を新宿区百人町に移転。

## 主要取引先
- TSUTAYA
- DMM.com
- Amazon.co.jp
- ゲオ

## 関連メーカー
- ACT-NET
- AEJD
- AFRO-FILM
- AOI-PLANNING
- ARENA X
- Asylum Projects
- BBP Eizou
- BBS
- BELET
- BLACK DIAMOND
- BNS
- cirius
- Climb
- CMS
- COLORS
- COM
- DAMGE HAPPY
- DCJコーポレーション(CuddleBunny)
- DEEP NOIR
- DON
- Double Sexuality
- 株式会社イクス
- FLEXMEDIA
- FS.KnightsVisual
- GBD
- GYAN'z
- I Doll
- INAZUMA
- KINKY FACTORY
- Light
- LUNCH-TIME
- M.A.G
- MAG
- MKステージ
- MORIZO
- NAO SYNDICAT
- NBS エアーアイドル
- NEEDS
- NIGHT
- P-CONCEPT
- PEEPING MAN
- PINK DOLL
- polaris
- RoomTACHIBANA
- ROSE
- S. P. C
- SAJI
- SBエンターテインメント
- SILENT.EYES
- SORA
- SPWORKS
- Sweet Revolution
- the bloom
- TOY WILLOW
- TSURUMAN
- VERITA
- ZYX
- アルファインターナショナル
- イーネットフロンティア
- インターフィルム
- ヴィーナスジャパン
- エグザス
- エリスコーポレーション
- オールドソルジャー
- オフィスケイズ
- オフィスステージ
- キスハメ
- キセキ
- クラスタープロ
- グラッツ
- グレイス・エンターテイメント
- ケイアイエージェンシー
- ケンシロウPROJECT
- さくら企画
- ざくろ企画
- サンクチュアリ
- シネマユニットガス
- シノビ
- シャチホコ
- ジュエル
- シリアス
- セックスエージェント
- センタービレッジ
- ソノスタジオ
- ソラリス
- チーム暗黒媒体
- ツクヨミ
- つちのこ映像
- ドッグイア
- ドラQ
- ながえSTYLE
- ナチョス
- ぬるぬる愛好会
- ピエロ
- ビザールハウス
- ビックマウンテン
- フィクサー
- ブーツの館
- プラスコア
- ブレーントラストカンパニー
- プロトタイプ
- ホットトマトカム
- マーレーインターナショナル
- マキノ
- まぐろ物産
- ムーブ
- モブスターズ
- ヤブサメ
- ユーストレス
- ユニバース
- ランダム
- 赫夜姫映像
- 学園舎
- 学園舎外伝
- 株式会社無双
- （株）東京音光
- 関西映像館
- 久住写真事務所
- 狂愛
- 虎堂
- 四谷映像
- 志波
- 実録出版
- 趣向同人会
- 十色
- 女排泄一門会
- 小林三郎企画
- 小林昭夫商店
- 少女革命
- 深海
- 神仁
- 針岡企画
- 素人排泄
- 大久保ヤンキース
- 潮ホルモン
- 超学園舎
- 天
- 天然パーマ
- 渡部製作所
- 東京地下熱
- 盗撮天国
- 篤
- 虹丘派
- 覗鬼
- 煩悩BALL
- 美SEIJIN
- 葡萄館
- 夢童子
- 妄写
- 有限会社プリズナー・モーション・ピクチャーズ
- 有限会社ATSP
- 琉球書店
- 龍谷-DragonValley-
- 隷嬢寫眞館
- 卍オヤジライン卍
- 藪スタイル
- その他